# Cory Wong
Pour les articles homonymes, voir Wong.
Cory Wong est un guitariste et compositeur américain originaire de Minneapolis dans le Minnesota. Il est membre du groupe Vulfpeck depuis 2016, fonde le groupe Cory Wong & the Wongnote et joue avec le groupe The Fearless Flyers. 
En 2020, il publie The Striped Album.

## Discographie
- 2016 : MSP (Part 1), EP
- 2017 : Cory Wong and The Green Screen Band
- 2018 : The Optimist
- 2019 : Motivational Music for the Syncopated Soul
- 2019 : Live in Minneapolis
- 2019 : Live on the Lido Deck (Dave Koz Cruise)
- 2019 : Live in the U.K.
- 2020 : Elevator Music for an Elevated Mood
- 2020 : Meditations avec Jon Batiste
- 2020 : Trail Songs: Dusk
- 2020 : Trail Songs: Dawn
- 2020 : The Striped Album
- 2020 : Live in Amsterdam (2020) avec le Metropole Orkest
- 2020 : The Syncopate & Motivate Tour (Set 1)[Live]
- 2020 : The Syncopate & Motivate Tour (Set 2)[Live]
- 2021 : Cory and the Wongnotes
- 2021 : Turbo avec Dirty Loops
- 2021 : The Paisley Park Session
- 2022 : Power Station
- 2023 : The Lucky One
- 2024 : Starship Syncopation avec le Metropole Orkest et Jules Buckley